# Rosas en el mar
Rosas en el mar es el título de una canción compuesta por Luis Eduardo Aute e inicialmente interpretada por Massiel.

## Descripción
Con una temática aparentemente amorosa en la que el narrador confiesa buscar un amor verdadero que cumpla todos sus ideales, al tiempo que reconoce la dificultad de tal empresa, pues Es más fácil encontrar rosas en el mar. Sin embargo, desde ese momento la letra se revela como un auténtico mensaje político (Voy pidiendo libertad / Y no quieren oír la libertad / La libertad.... Derecho de la humanidad), que pese a lo explícito de la letra logró superar el filtro de la censura de la dictadura franquista que en aquel momento gobernaba España. Se ha indicado que la letra está dedicada a la revolución de Cuba y la música encuentra su inspiración en las melodías de Bob Dylan.
El tema, que llevaba los arreglos de Juan Carlos Calderón, se convirtió en el primer gran éxito de Massiel llegando incluso a los países de Latinoamérica. Massiel la interpretó en la película Codo con codo (1967), con acompañamiento de Micky al piano. Tal fue el éxito de la canción, que la compañía discográfica le ofreció al autor grabarla con su propia voz, cosa que hizo pocos meses después.

## Versiones
En 1968 se publicó una versión en lengua inglesa (Roses on the Sea), por Peggy March. El tema también ha sido versionado, entre otros artistas, por Tatiana en los 80's,  Tam Tam Go y El Consorcio, ambos en 2000.